# Ferrovia Torino-Pinerolo
La ferrovia Torino-Pinerolo è una linea ferroviaria regionale che collega Pinerolo con il capoluogo piemontese Torino.

## Storia
Il progetto per una ferrovia che unisse Pinerolo a Torino prese forma nella primavera del 1845 con la costituzione di una società promotrice per la sua costruzione. Nel 1849 questa veniva riconosciuta con Decreto Reale, che ne approvava lo statuto ed il regolamento.
Vennero quindi esaminati alcuni progetti di collegamento: via Buriasco-Vigone e Pancalieri, di 44 km, via Piossasco-Orbassano, di 33 km, e infine quello passante per Candiolo, None ed Airasca. Venne scelto l'ultimo per usufruire di un tratto della già esistente linea Torino-Genova con inserimento nel comune di Moncalieri poco lungi dal ponte sul Sangone, divenuto in seguito Bivio Sangone.
Per la costruzione venne scelta la ditta Edward Pickering di Londra, che aveva realizzato il tratto di ferrovia di Savigliano.
Il disegno di legge presentato dal ministro Paleocapa venne approvato all'unanimità, stabilendo la concessione governativa per la ferrovia per 80 anni con facoltà di riscatto statale a 30 anni; la legge relativa fu emanata il 26 giugno 1853.
L'inaugurazione avvenne il 27 luglio 1854.
Il 21 dicembre 1882, fu inaugurata la ferrovia Pinerolo-Torre Pellice, che costituiva il naturale prolungamento della linea che assieme alla diramazione Bricherasio-Barge, attivata il 6 settembre 1885, consentì di alimentare la linea per Torino con nuovi traffici passeggeri e merci.
Il 15 ottobre 1909, venne attivato il raddoppio del binario fra il bivio Sangone e la stazione di Moncalieri Sangone.
La linea venne danneggiata dall'alluvione del 19 maggio 1977..
Con il cambio di orario estivo del 17 giugno 2012, il servizio ferroviario tra Pinerolo e Torre Pellice venne soppresso e le corse effettuate con autobus sostitutivi Trenitalia.
Dal dicembre 2012 è stata attivata sulla linea Torino-Pinerolo la nuova linea SFM 2 del servizio ferroviario metropolitano di Torino che raggiunge la città di Chivasso. La linea non si attesta più quindi alla stazione di Torino Porta Nuova, ma dopo la stazione di Torino Lingotto prosegue per la stazione di Torino Porta Susa e di lì per la stazione di Chivasso, dove si attesta.
Fu effettuato uno studio per il raddoppio del binario nel tratto Torino–Pinerolo, nell'ambito della riorganizzazione del servizio ferroviario metropolitano di Torino, dove detta linea sarebbe dovuta diventare parte integrante della SFM 2 Germagnano-Pinerolo, servita da convogli Trenitalia. Nell'ambito di questo progetto la linea avrebbe dovuto essere interrata per circa 2 km nel territorio della città di Nichelino, situata nella prima cintura di Torino, con conseguente spostamento della stazione più a nord. Il primo atto formale di questo intervento è avvenuto alla fine di ottobre 2011 con il deposito, da parte della società Italferr, del progetto di raddoppio tra Bivio Sangone e Pinerolo per la procedura di valutazione di compatibilità ambientale.
Tale progetto non è però decollato per il mancato stanziamento degli ingenti fondi necessari (356 milioni di euro)

## Caratteristiche

### Percorso
| Head station |

| Unknown route-map component "tSTRc2" | Unknown route-map component "ABZgt3a" |  |

| Unknown route-map component "tdCONTgq" | Unknown route-map component "tABZr+12" | Straight track + Unknown route-map component "tSTRc34" | Unknown route-map component "d" |  |

| Unknown route-map component "tSTRc1" | Unknown route-map component "ABZg+t4e" |  |

|  | Unknown route-map component "ABZgl" | Unknown route-map component "KDSTeq" |

| Station on track |

| Unknown route-map component "hKRZWae" |

|  | Unknown route-map component "ABZgl" | Unknown route-map component "CONTfq" |

| 6+866 |
| 0+000 |

| Unknown route-map component "uexCONTgq" | Unknown route-map component "emKRZ" | Unknown route-map component "uexCONTfq" |

| Station on track |

| Stop on track |

| Unknown route-map component "SKRZ-Au" |

| Station on track |

| Small bridge over water |

| Station on track |

| Unknown route-map component "eBHF" |

| Station on track |

|  | Unknown route-map component "eABZgl" | Unknown route-map component "exCONTfq" |

| Unknown route-map component "SKRZ-Au" |

| Station on track |

| Unknown route-map component "eHST" |

| Stop on track |

| Unknown route-map component "d" | Unknown route-map component "vSHI2gl-" |

| Unknown route-map component "c" | Unknown route-map component "uexKBHFa" | Unknown route-map component "dKBHFe-L" | Unknown route-map component "exdBHF-R" | Unknown route-map component "cd" |

| 30+479 |
| 0+300  |

| Unknown route-map component "uexCONTr+g" | Unknown route-map component "exv-STR" | Unknown route-map component "d" |

|  | Unknown route-map component "exCONTf" |

### Traffico
Le 22 coppie di treni al giorno sono effettuate con treni Hitachi Rock.

Attualmente l'unico traffico merci regolare, su questa tratta, è effettuato dalla Ambrogio Trasporti che ha un raccordo alla stazione di Candiolo.